# Povstalecký anarchismus
Povstalecký anarchismus je revolucionářská teorie, praxe a tendence uvnitř anarchistického hnutí, která klade důraz na povstání jako součást anarchismu. Staví se kriticky k formálním organizacím, jako jsou odbory a dělnické svazy, které jsou založené na politickém programu a periodických setkáních. Povstalečtí anarchisté namísto toho obhajují neformální organizaci, založenou na malých organizovaných skupinkách. Upřednostňují útok, permanentní třídní boj a odmítají vyjednávat s třídními nepřáteli, nebo s nimi uzavírat kompromisy.

## Teorie
U současného povstaleckého anarchismu můžeme nalézt několik styčných bodů, které se vrací k taktice ilegalismu a propagandy činu. 
1. "Koncept 'útoku' je srdcem povstalecké ideologie." Jako takový je nahlížen takto: "Akcí a učením se, jak se při akci chovat, nikoli propagandou si otevřeme cestu k povstání.", nicméně "propaganda má svou roli v objasnění, jak se máme chovat." Stav akce je stavem, v němž se člověk učí. Italský text Ai ferri corti říka: "Jedinec s vášní pro sociální hnutí a 'osobní' náhled na třídní boj chce něco dělat okamžitě. Pokud analyzuje transformaci kapitálu a Státu, je to za účelem jejich napadení, jistě ne proto, aby mohl jít spát s čistými myšlenkami." "Útok je odmítnutí smíru, pacificizace, oběti a kompromisu během (třídního) boje"
2. Povstání a revoluce: Revoluce je nahlížena jako "konkrétní událost, která musí být budována denně prostřednictvím umírněnějších pokusů, které ve výsledku nemají osvobozující charakter sociální revoluce v pravém slova smyslu. Tyto umírněnější pokusy jsou právě povstání. Vzdor nejvykořisťovanějších a nejvíce vyčleňovaných členů společnosti a politicky nejuvědomnělejší menšiny otvírá cestu k možnému zapojení stále širších vrstev vykořisťovaných do proudu rebelií, který může vést k revoluci."
3. "Sebemanagement boje" v tom smyslu, že "ti, jež bojují, jsou autonomní ve svých rozhodnutích a činech; jedná se o opak organizace syntézy, která se vždy snaží ovládnout boj. Boje, které jsou sjednocené v jedné řídící organizaci jsou snáze integrovány do mocenské struktury současné společnosti. Samo-organizované boje jsou ze své podstaty nekontrolovatelné a neovladatelné, když se šíří sociálním terénem." Je vidno, že systém a jeho instituce se obávají, že se akty vzdoru stanou propagandou činu, čímž se rebelie sama rozšíří. "Malé akce, tudíž snáze reprodukovatelné, které vyžadují jednoduché prostředky dostupné všem, jsou ze své jednoduchosti a spontaneity nekontrolovatelné a neovladatelné." To také znamená, že povstalečtí anarchisté by se neměli vidět jako avantgardu nebo "ty uvědomělé", ale jen jako součást vykořisťovaných a vyčleňovaných."
4. Dočasné těsné skupinky namísto permanentních organizací: To znamená odmítnutí prohlášení "tudíž jsme proti straně, syndykátu a permanentní organizaci, které se všechny snaží syntetizovat vzdor a stát se prvky integrace pro kapitál a stát." Namísto toho názor, že "organizace je pro konkrétní úkony". "Neformální anarchistická organizace je tudíž specifickou organizací, která se shromažďuje kolem běžné těsné skupiny."
5. Překročení dichotomie mezi individuem a zbytkem společnosti a mezi individualismem a komunismem.: "Povstání začíná touhou jedinců vymanit se z nucených a ovládaných okolností, touha znovu se zmocnit možnosti řídit si vlastní život podle svého uvážení." Ale názor, že "Individualita může vykvést pouze tam, kde je rovnost přístupu k životním podmínkám sociální realitou. Tato rovnost přístupu je komunismem; co jedinec s tímto přístupem udělá je na něm a jeho okolí. Tudíž ve skutečném komunismu neexistuje rovnost nebo individuální identita."
Povstalečtí anarchisté se často hlásí k odlišným teoretickým proudům na anarchistickém spektru.